# Ilmen
Ilmen (en rus: Ильмень) és un poble de l'óblast de Saràtov, a Rússia, segons el cens del 2010 tenia 233 habitants. Pertany al districte municipal d'Arkadak.